# Lastkaj 14
Lastkaj 14 är ett punkband från Sverige.
Lastkaj 14 startades någon gång 2003-04. En fem låtars EP spelades in och släpptes på skivbolaget Second Class Kids records. 
2009 dök bandet åter upp på kartan efter fem års frånvaro. Skivan "I brist på annat" spelades in och släpptes hösten 2010.
2011 spelade Lastkaj 14 in sitt andra album "Som en dålig film". Detta släpptes den 9 november 2011. Under 2012 turnerade bandet i Sverige. Höjdpunkten var gruppens spelning på Peace and love festivalen. 2014 turnerade bandet, släppte en splitskiva med det norska punkbandet Laarhöne samt medverkade på samlingsskivan "I en värld av hat och kärlek". I december gav LK14 ut två nya singlar från det kommande albumet "Stormar". Först ut var "Tjuvtricks och rackarspel" följd av "Se på oss nu". Videos släpptes även till låtarna.
I januari 2015 släpptes albumet "Stormar" på nygamla skivbolaget Second Class Kids Records och detta följdes av turnerande i Sverige och Norge. I slutet av 2015 släpptes första skivan med Bulten på strängar. Det var 4-låtars EP:n "Längst upp på bottens topp" och även denna gavs ut i vinylformat på Second Class Kids.
2017 släppte Lastkaj först tre singlar/videos mellan jan-mars. 17 mars släppte de sin fjärde fullängdare "Becksvart" och redan i maj gav de ut EP:n "Spelevinken". Ett antal spelningar avverkades också där den största var en bejublad konsert på Close-Up båten 20. I samband med denna spelning signade bandet även på för bokningsbolaget Rascal Promotions.

## Medlemmar
- Stryparn/Pierre Pettersson – Bas, sång
- Bulten/Ammy Olofsson – Gitarr, sång
- Kapten Grå/Markus Johansson - Gitarr, sång
- Dr. Dille/Olle Ferner – Trummor, sång

## Diskografi

### Studioalbum
- 2010 - I Brist På Annat
- 2011 - Som en dålig film
- 2014 - Skål för ingenting
- 2015 - Stormar
- 2017 - Becksvart
- 2020 - Speglar och rök
- 2021 - Pengarna eller livet
- 2024 - Djävulskorset

### EP-skivor
- 2004 - På andra sidan horisonten
- 2015 - Längst upp på bottens topp
- 2017 - Spelevinken
- 2018 - För Sverige
- 2021 - Plan B
- 2023 - Står stött

### Singlar
- 2011 - Släpp mig!
- 2014 - Tjuvtricks och rackarspel
- 2014 - Se på oss nu
- 2017 - Becksvart
- 2017 - Kråkan
- 2017 - Kom så matar vi monstret
- 2020 - Den blomstertid
- 2020 - Söndring och splittring
- 2020 - Gråa vardagar
- 2021 - Allting är pengar
- 2021 - Vi mot dom
- 2021 - Plan B
- 2021 - Vem sätter märket
- 2022 - Svea rikes grav
- 2022 - Bryta ihop
- 2023 - Konflikthantering 101
- 2023 - Ändras och förändra
- 2023 - Mer eller mindre
- 2023 - Samma gäng